# 5222 Ioffe

5222 Ioffe

5222 Ioffe eller 1980 TL13 är en asteroid i huvudbältet som upptäcktes den 11 oktober 1980 av den rysk-sovjetiske astronomen Nikolaj Tjernych vid Krims astrofysiska observatorium på Krim. Den har fått sitt namn efter den rysk-sovjetiske fysikern och halvledarexperten Abram Ioffe (1880–1960).
Asteroiden har en diameter på ungefär sjutton kilometer och den tillhör asteroidgruppen Pallas.